# Максимовка (Горьковский район)
Макси́мовка — деревня в Горьковском районе Омской области России, в составе Лежанского сельского поселения.

## Физико-географическая характеристика
Деревня находится в северной лесостепи, в пределах Омского увала, западной слегка возвышенности части Барабинской низменности, относящейся Западно-Сибирской равнины. В окрестностях деревни распространены чернозёмы. Гидрографическая сеть не развита: реки и озёра отсутствуют.
По автомобильным дорогам расстояние до областного центра города Омск составляет 65 км, до районного центра посёлка Горьковское — 65 км, до административного центра сельского поселения села Лежанка — 15 км.

## История
Основана в 1918 году на Пономаренсковском участке Крестьянского поземельного банка площадью 1800 десятин беженцами c Украины. Входила в состав Крупянской волости Омского уезда Омской губернии, в 1925 году вошла в состав Бородинского района, в 1929 году — Омского района, с 1930 года в составе Иконниковского (Горьковского) района.
Основное занятие населения — скотоводство и полеводство. В деревне имелись кузницы. В 1919 году открылась начальная школа. В 1924 году образовалось общее потребителей, а в 1926 году — кредитное товарищество. В 1929 году образовалась сельскохозяйственная артель «Великая Пятилетка», в 1951 году стала центром укрупненного колхоза им. Молотова. В 1958 году вошла в состав колхоза-гиганта «Советская Сибирь», а в 1973 году — в колхоз «Дружба».

## Население
| 1920 | 1989 | 1995 | 2002 | 2010 | 2021 |
| ---- | ---- | ---- | ---- | ---- | ---- |
| 367  | ↘130 | ↘123 | ↘113 | ↘109 | ↘100 |

## Инфраструктура
В деревне действуют начальная школа, клуб и ФАП.